# هوم أيلند
هوم آيلند أو جزيرة هوم و تعرف محلياً ببولو سيلما. هي إحدى الجزيرتين الدائمة السكان من بين 26 جزيرة من ضمن الحلقية (الشعب المرجاني) الجنوبية لجزر كوكوس، إحدى المقاطعات الأسترالية ما وراء البحار الكائنة في المحيط الهندي. تبلغ مساحة الجزيرة 95 هكتار(230 فدان) و تحوي أكبر منطقة سكانية، بانتام البالغ عدد سكانها 500 نسمة من الملايو.

## روابط خارجية
- مجلس مقاطعة جزر كوكس